# St. Stephan (Männedorf)

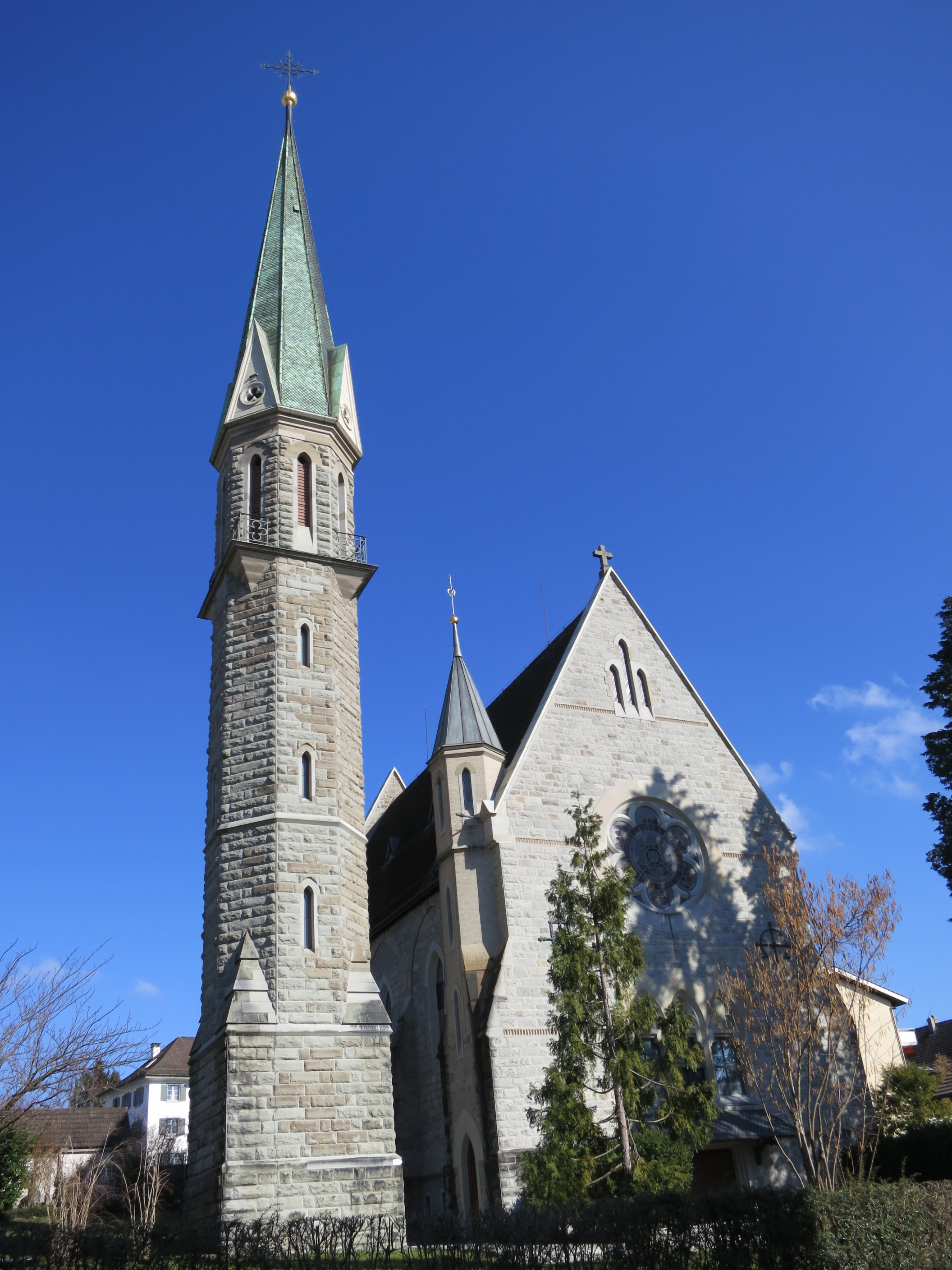
Kirche St. Stephan

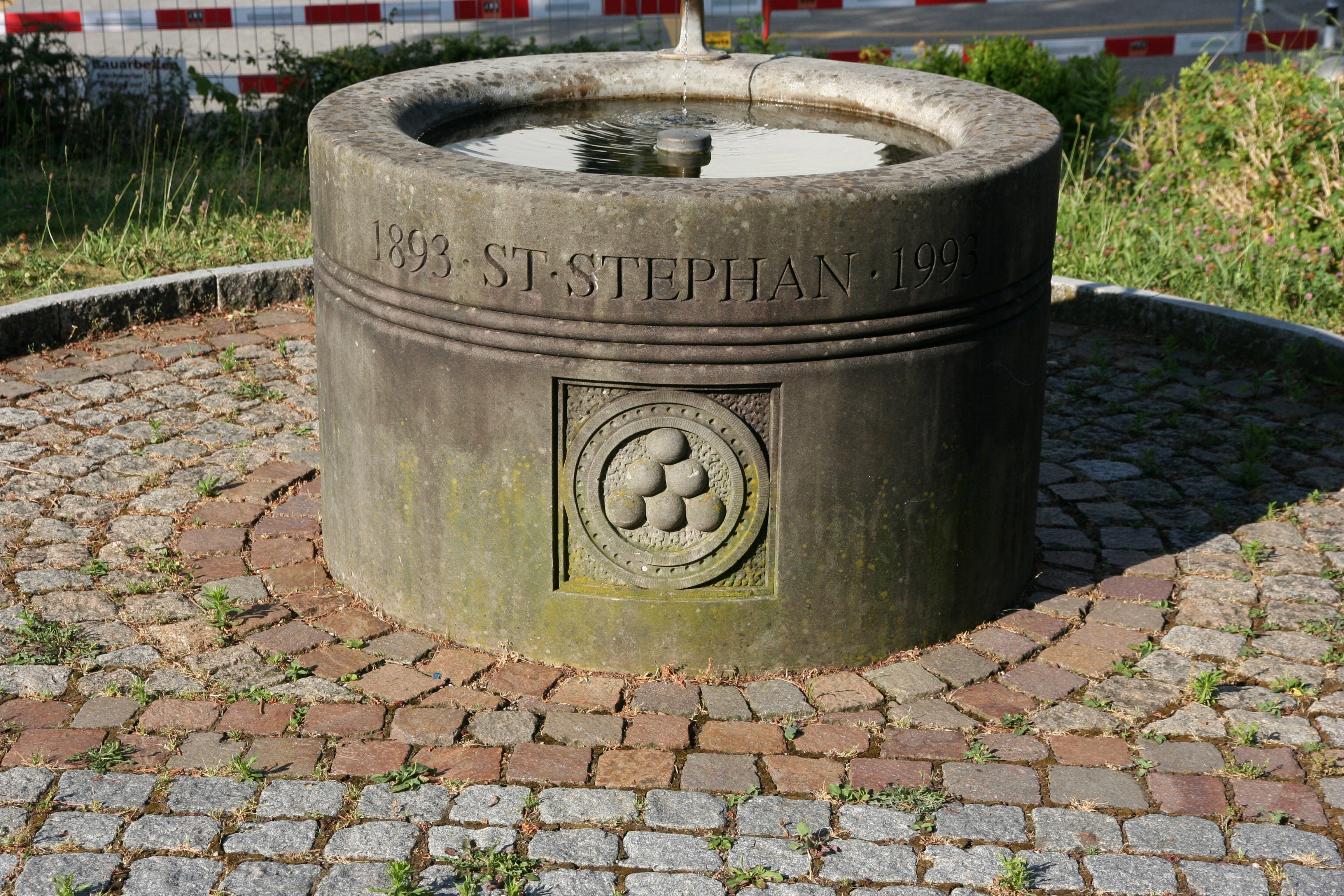
St. Stephans-Brunnen

Die Kirche St. Stephan ist die römisch-katholische Pfarrkirche von Männedorf am oberen rechten Zürichseeufer im Bezirk Meilen im Kanton Zürich. Es handelt sich um die älteste römisch-katholische Pfarrei am rechten Zürichseeufer.

## Geschichte

### Vorgeschichte und Namensgebung
In Männedorf ist eine Kirche seit dem Jahr 998 urkundlich erwähnt. Als Kirchenpatrone wurden der hl. Stephan und der hl. Lorenz erwähnt. Kirchensatz, Grundzinsen und Zehnten gehörten laut Memorabilia Tigurina zuerst der Abtei Pfäfers, welche sie 1494 an das Kloster Einsiedeln verkaufte. Als älteste Kirche wird ein karolingischer Bau angenommen, später eine romanische Kirche. Nach der Erbauung eines Kirchturms erhielt die Kirche einen gotischen Chor. Als nach der Reformation in Zürich ab dem Jahr 1523 der katholische Kult verboten war, wurde die Kirche fortan für reformierte Gottesdienste benutzt.

### Entstehungs- und Baugeschichte

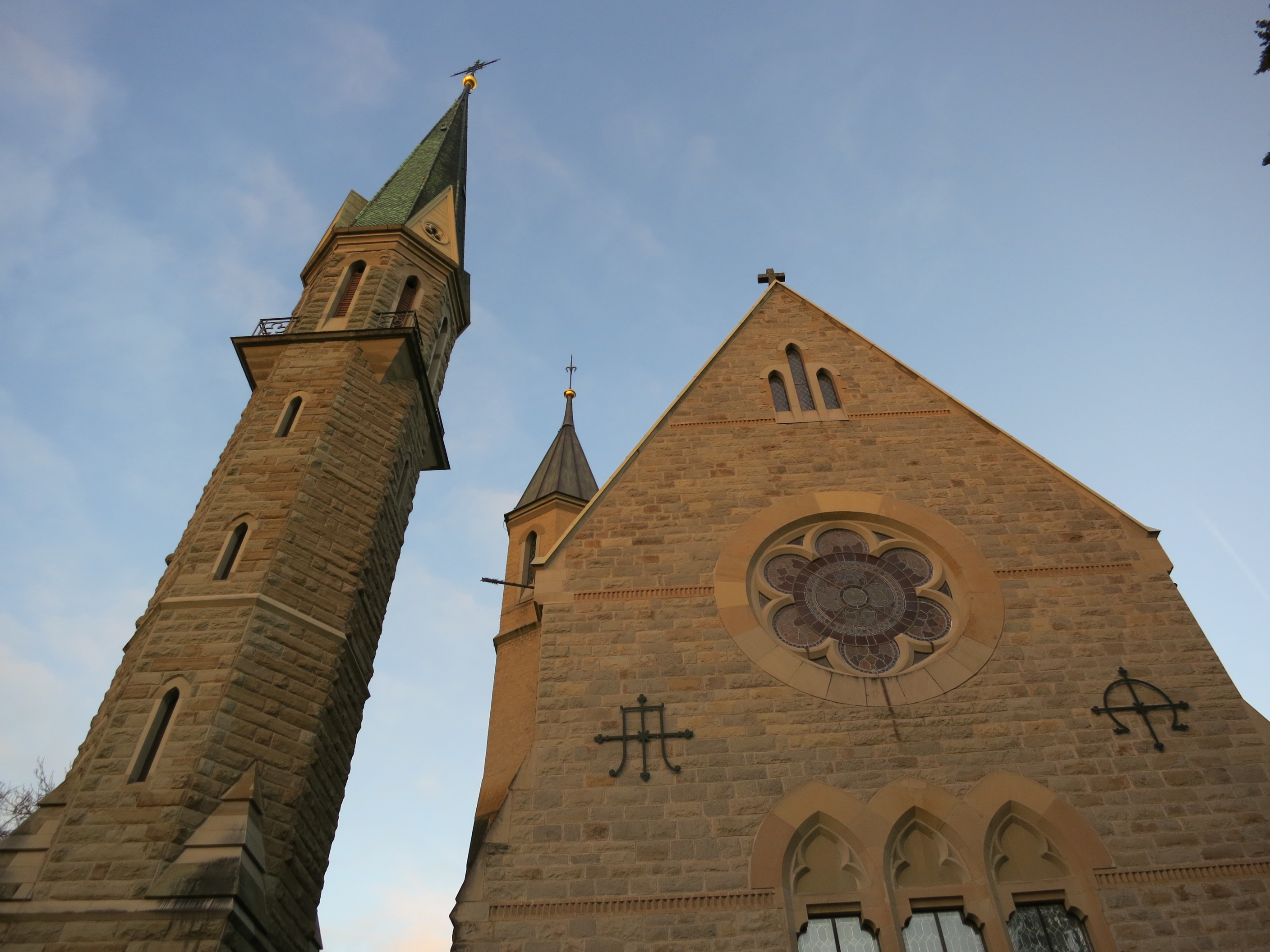
Hauptfassade

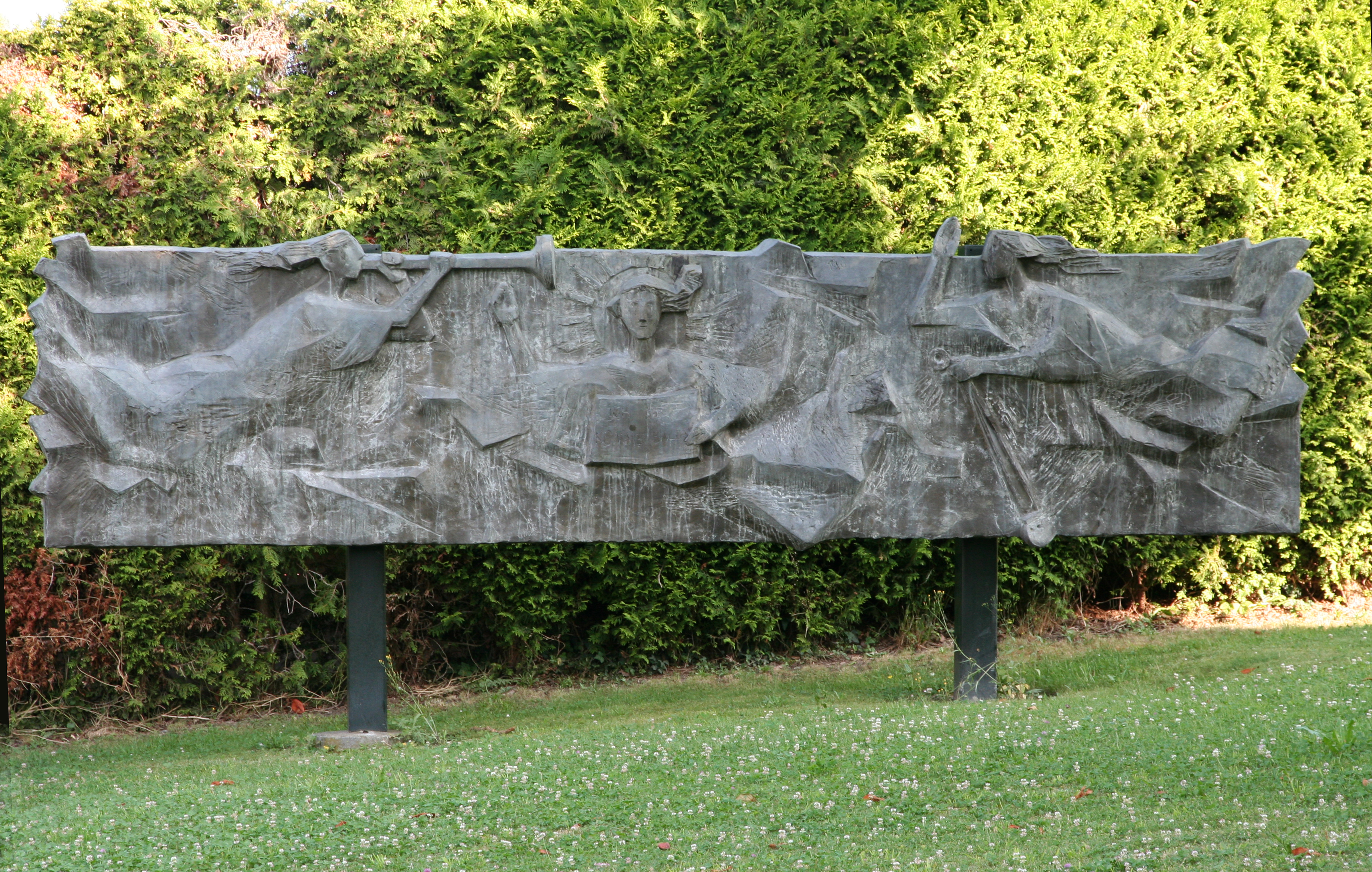
Lettner-Relief von Franco Annoni, 1968

Im 19. Jahrhundert ermöglichten die Niederlassungs- und Religionsfreiheit den Zuzug von Katholiken in den reformiert geprägten Kanton Zürich. Die 1863 von Johann Melchior Zürcher-Deschwanden gegründete Inländische Mission mit dem erklärten Ziel, in Diasporagebieten wie dem Kanton Zürich die katholische Seelsorge aufzubauen, errichtete in Männedorf im Jahr 1864 die älteste Missionsstation in der Schweiz. Am 11. November 1864 fand in Männedorf die erste katholische Messe seit der Reformation statt. Als erstes Gottesdienstlokal diente ein kleiner Saal in einer Weberei, der späteren Methodistenkirche. Zunächst wurde diese Missionsstation von der katholischen Pfarrei in Zürich aus betreut. Als erster Pfarrhelfer amtete in Männedorf Leonhard Haas, der spätere Bischof von Basel. 1871 wurde ein alleinstehendes Haus der früheren Mühle bezogen. Ab 1874 wurde Männedorf als Filiale der Pfarrei Horgen betreut. 1879 erwarb die Inländische Mission ein Nebengebäude mit Stall des Felsenhofs, eines ehemaligen Knabeninstituts, in dem neben den Räumen für den Pfarrer auch ein Betsaal für 110 Personen eingerichtet wurde. 1882 wurde Männedorf von der Pfarrei Horgen abgetrennt und zu einer eigenständigen Pfarrei erhoben. Wegen des Baus der Rechtsufrigen Zürichseebahn musste die 1879 gekaufte Liegenschaft im Jahr 1892 abgebrochen werden, sodass in den Jahren 1892–1893 der Bau der heutigen Kirche St. Stephan und St. Laurenz angegangen wurde. Die Kirche wurde im Hasenacker nach Plänen des Architekten August Hardegger errichtet, der unter anderem auch die Kirchen Liebfrauen Zürich, Herz Jesu Zürich-Oerlikon und die Dreifaltigkeitskirche Bülach erbaut hatte. Eingesegnet wurde die Kirche an Weihnachten 1893. Hierbei wurden die Heiligen Stephan und Laurentius zu den Kirchenpatronen bestimmt, die auch schon der mittelalterlichen Kirche von Männedorf als Patrone gedient hatten. 1897 wurde das neue Pfarrhaus erbaut, und 1898 konnten die Sakristei und der Kirchturm errichtet werden. In der ersten Hälfte des 20. Jahrhunderts wurden von Männedorf aus die Nachbarpfarreien errichtet und aufgebaut. In Männedorf wurde das Innere der Kirche sukzessive ausgestaltet, so erhielt die Kirche im Jahr 1915 ihre erste Pfeifenorgel (eine Occasion der Landesausstellung 1914) und der Kirchturm im Jahr 1926 die Glocken. Als die Pfarrei in den 1950er Jahren die Renovation der Kirche plante, regte der Bischof von Chur, Christian Caminada, 1961 an, auch die Option eines Kirchenneubaus zu prüfen. 1962 wurde die Liegenschaft Hasenburg dazugekauft und fortan als Pfarrhaus benutzt. 1966 entschied sich die Pfarrei, die Kirche zu erhalten, worauf die Innenrenovation der Kirche angegangen wurde. Hierbei wurde der Altarraum auch an die Vorgaben der Liturgiekonstitution des Zweiten Vatikanischen Konzils angepasst. 1967–1968 sowie 1987 wurde an der Tramstrasse in Uetikon das Areal für die Notkirche St. Franziskus (1985) und den Bau der heutigen Kirche St. Franziskus (2007–2008) erworben. 1979–1980 wurde das ehemalige Pfarrhaus in Männedorf zum Pfarreizentrum umgebaut. 1992–1993 erfolgte ein erneuter Umbau der Pfarrkirche St. Stephan. Hierbei wurde auch die Unterkirche neu geschaffen.
Die Pfarrei St. Stephan Männedorf ist die Mutterpfarrei der Pfarreien St. Georg Küsnacht (errichtet 1903), St. Niklaus Hombrechtikon (errichtet 1919), St. Martin Meilen (errichtet 1933) und St. Verena Stäfa (errichtet 1938). Zur Pfarrei St. Stephan Männedorf gehört bis heute auch die Kirche St. Franziskus Uetikon. Die katholische Kirchgemeinde Männedorf-Uetikon am See ist mit ihren 4'081 Mitgliedern (Stand 2021) eine der mittelgrossen katholischen Kirchgemeinden des Kantons Zürich.

## Baubeschreibung

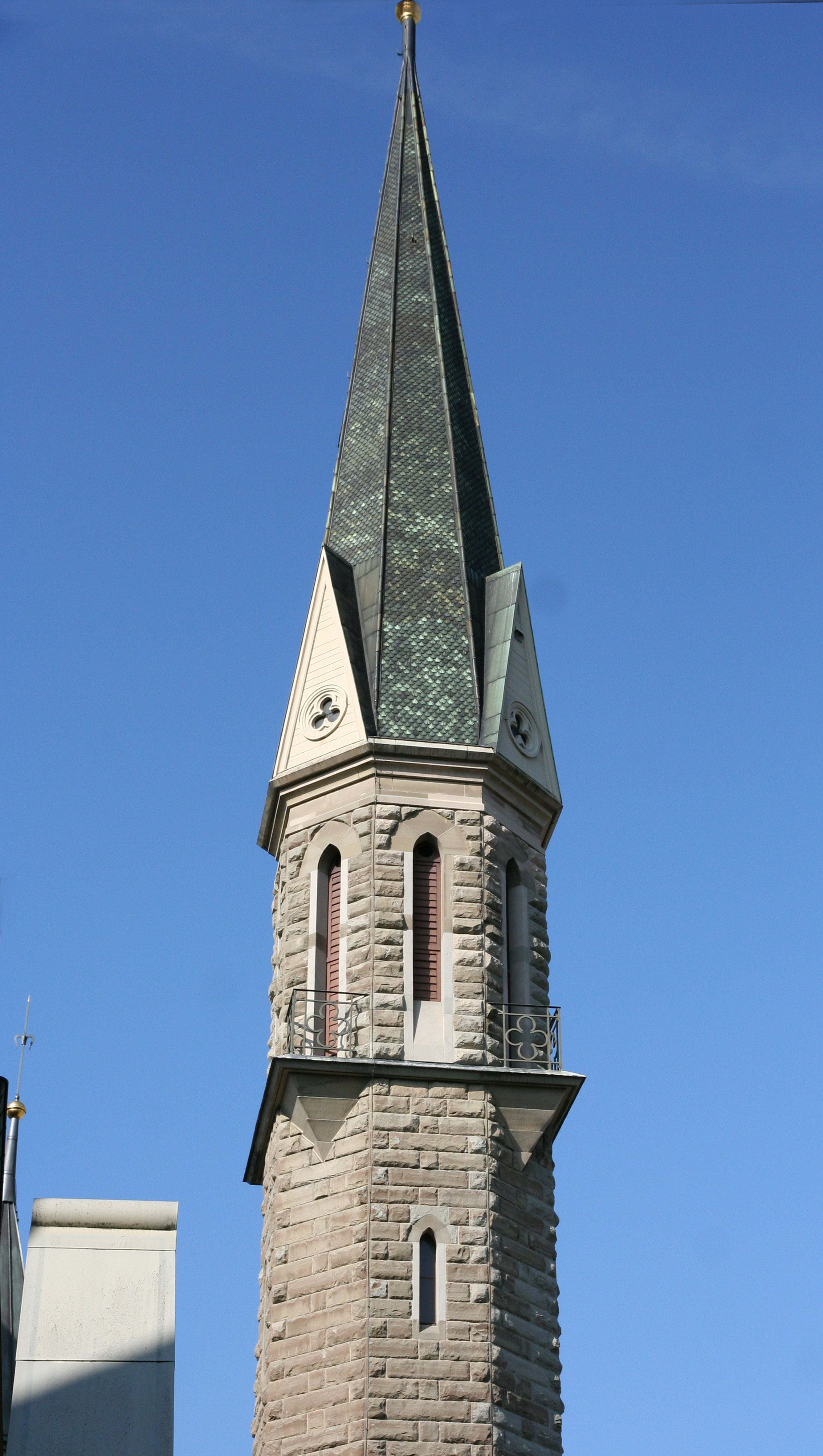
Kirchturmspitze

### Kirchturm und Äusseres
Seit dem Bau des oktogonalen Kirchturms und dem Anbau der Sakristei im Jahr 1898 präsentiert sich die Kirche St. Stephan äusserlich nahezu unverändert. Es handelt sich um eine neugotische Kirche, deren Wahrzeichen der minarettähnliche freistehende Turm ist, der in seiner aufragenden Form einen Kontrapunkt zum breit wirkenden Schiff der Kirche setzt. Das Gebäude besteht aus granitischem Sandstein aus dem Seegebiet, zusammengefügt aus grob behauenen Quadern. Der äussere Schmuck ist bescheiden gehalten. Er besteht zur Hauptsache aus flachgehauenen Steinen an Fenster- und Türgewänden, mit wenig anderen Zierelementen wie Fenstergittern.
Der Kirchturm barg zunächst zwei kleine Glocken. Diese wurden im Jahr 1926 durch ein fünfstimmiges Glockengeläut der Glockengiesserei Franz Schilling Söhne, Apolda/Thüringen ersetzt. Die Glocken erklingen in den Tönen cis′ – e′ – gis′ – h′ – cis″.

### Innenraum und künstlerische Ausstattung

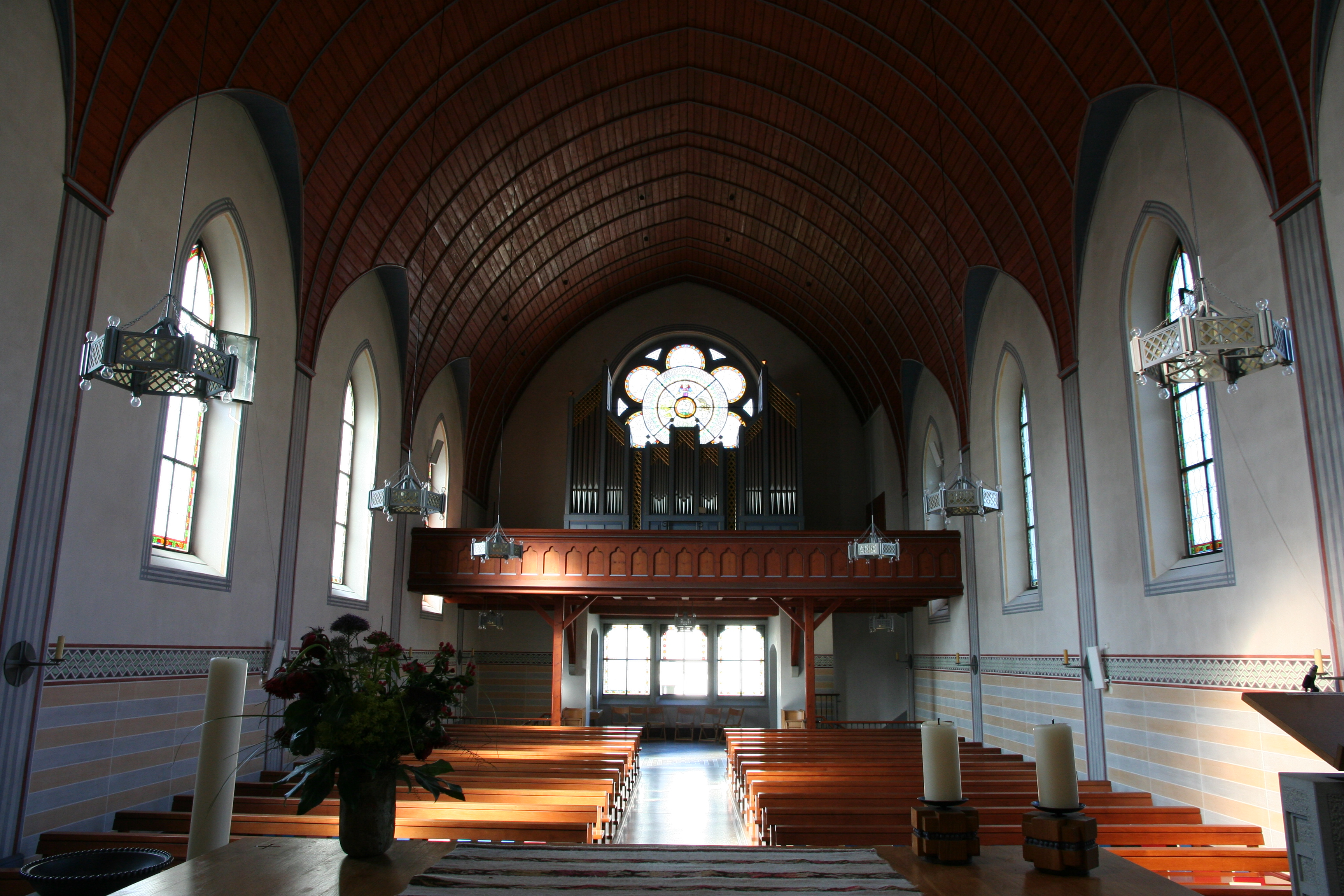
Blick zur Orgelempore

Bei der Renovation 1967/1968 wurde das ursprünglich seitliche Portal gegen die (alte) Bergstrasse (Hasenackerstrasse) zugemauert und die drei südlichen Fenster unter der Rosette zu Türen erweitert. Der Zugang erfolgte über eine metallene Freitreppe. Bei der Renovation der Kirche in den Jahren 1992–1993 wurden die Fenster in der ursprünglichen Form wiederhergestellt und darunter ein neuer Haupteingang geschaffen, der sich auf Bodenniveau befindet. Auf diesem Niveau des Baus befindet sich die neu errichtete Unterkirche. Über zwei seitlich angelegte Treppen erreicht man das obere Niveau des Gebäudes, die eigentliche Kirche. Der einschiffige Kirchenraum wird von einem hölzernen Spitzbogengewölbe überspannt. Der Chor ist leicht eingezogen und schmal gehalten.
Die ursprüngliche Gestaltung der Kirche verschwand bei der Renovation in den Jahren 1966–1968. Das markanteste Gestaltungselement der purifizierten Kirche der 1960er Jahre war ein Lettner-Relief, das von Franco Annoni, Luzern, geschaffen worden war. Dieses fand nach der Renovation der Kirche 1992–1993 im Garten neben dem Kirchturm einen neuen Platz. Architekt Tönis Kask erarbeitete zusammen mit dem Kunstmaler Rino Fontana ein Konzept zur Neugestaltung des Kircheninneren. Die Malerarbeiten wurden von der Kunstmalerin Monique Traeber ausgeführt. Im Kirchenschiff wurde ein Terrazzoboden neu verlegt, der ein Labyrinth-Ornament beim Aufgang und eine Windrose unter dem Chorgewölbe enthält. Die Altarausstattung besitzt Sandsteine, die vom Altar von 1966 stammen. Über dem neu geschaffenen Tabernakel wurde ein Baldachin errichtet, der formal an den früheren Hochaltar erinnert. Mit Fresko-Technik wurden die Ornamente an die Wände der Kirche angebracht. Die Apsis des Chores ziert ein Kreuz, spiralförmig angeordnete Sterne prägen die Chordecke.
Die Farbgebung teilt die Kirche in drei Achsen: Sockelbereich, Mittelzone und Deckenbereich. Der Sockelbereich ist in dunkelroten Farben gehalten. In diesen wurden neun Horizontalstreifen in warmen Ocker- und blaugrauen Erdtönen samt Pflanzenfries eingearbeitet. Dies verweist auf die menschliche Natur Christi und alles irdisch Vergängliche. Die mittlere Kirchenschiffzone ist hell gehalten und symbolisiert zusammen mit dem einströmenden Tageslicht das göttliche Licht in der Welt. Der Deckenbereich mit den blauen Himmelsbogenfeldern vergegenwärtigt die göttliche Natur Christi. Die gewölbte, hölzerne Schiffdecke erinnert an die Arche Noah, welche selber wiederum ein traditionelles Symbol der Kirche als schützender Raum ist. Die 12 gemalten Pilaster verbinden den Grund und Boden mit dem Deckengewölbe, was die Verbindung der Erde mit dem Himmel symbolisiert. Die Pilaster verweisen in ihrer Zahl zugleich auf die 12 Apostel. Chorraum und Apsis wurden im Gegensatz zum Kirchenschiff reicher gestaltet, wodurch der Raum für die Eucharistie und für die Aufbewahrung des gesegneten Brots im Tabernakel in seiner Bedeutung unterstrichen wird. Die dunklen, erdverbundenen Töne verdeutlichen den bergenden Charakter der halbrunden Apsiswand. In der Apsiskuppel ist der Sternenhimmel dargestellt, die Kuppel ist mit dem Boden durch vier himmlische Regenbogen verbunden. Im Chorbogen bilden 23 Engel den Übergang zwischen Chor und Schiff. An der Chorbogenwand ist der hl. Stephanus, der Schutzpatron der Kirche, platziert worden.

### Orgel

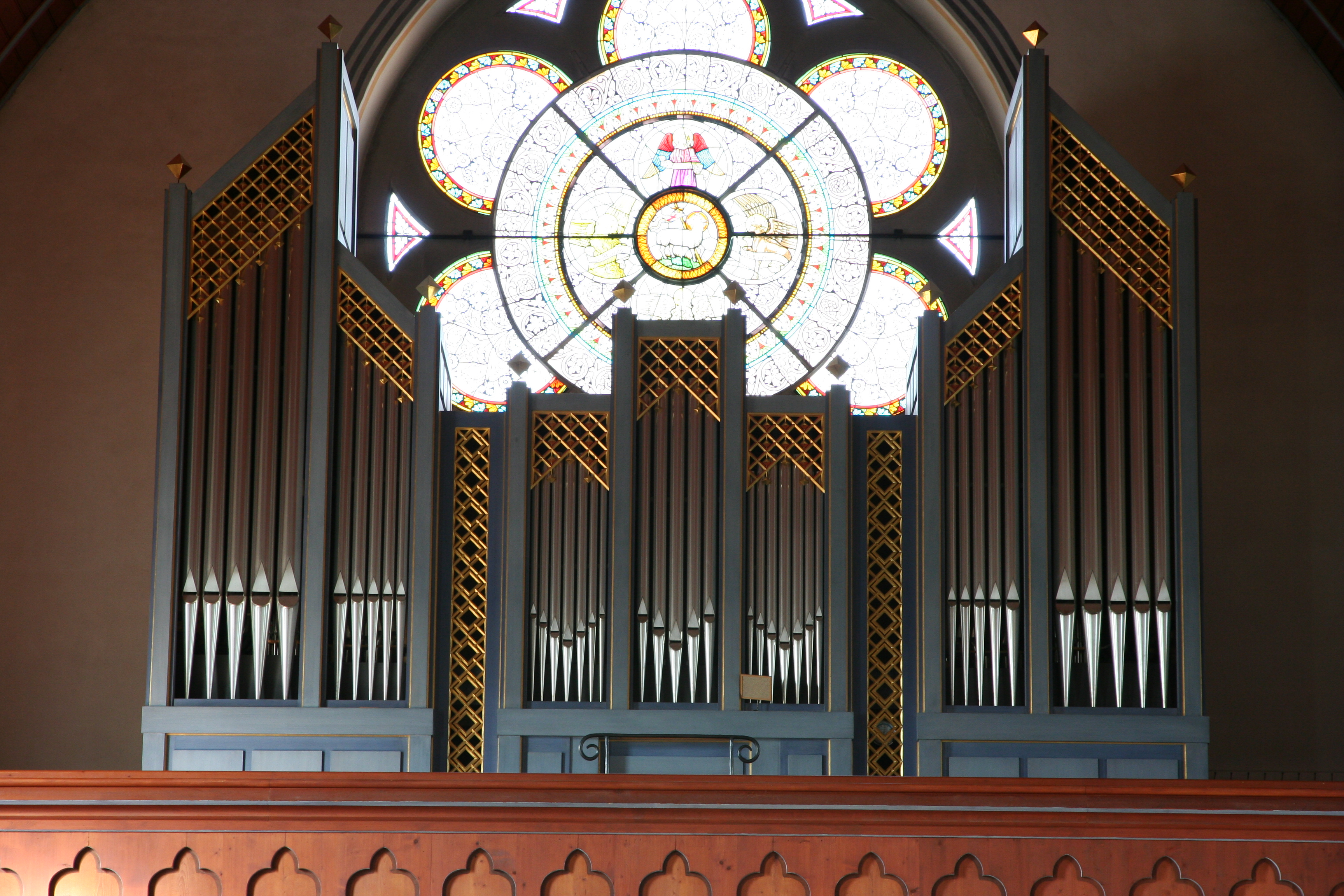
Kuhn-Orgel von 1993

Im Jahr 1915 erhielt die Kirche ihre erste Orgel. Es handelte sich um ein pneumatisches Instrument der ortsansässigen Orgelbaufirma Kuhn, welches diese 1914 anlässlich der Landesausstellung erbaut hatte.
Anlässlich der Kirchenrenovation 1992–1993 wurde die alte Orgel durch einen Neubau der Firma Kuhn ersetzt. Hierbei wurde darauf geachtet, dass die Rosette vom Orgelprospekt nur wenig verdeckt wird.
Disposition: 
| I Manual C–g3 |                |
| Bourdon       | 16′            |
| Principal     | 8′             |
| Bourdon       | 8′             |
| Oktave        | 4′             |
| Spitzflöte    | 4′             |
| Superoktave   | 2′             |
| Sesquialtera  | 2 ⁄3′ + 1 3⁄5′ |
| Mixtur IV     | 1 ⁄3′          |

| II Manual C–g3 |       |
| Gedackt        | 8′    |
| Salicional     | 8′    |
| Flöte          | 4′    |
| Flageolet      | 2′    |
| Larigot        | 1 ⁄3′ |
| Trompete       | 8′    |
| Tremulant      |       |

| Pedal C–f1                             |     |
| Subbass (Transmission aus Bourdon)     | 16′ |
| Oktavbass (Transmission aus Principal) | 8′  |
| Oktave (Transmission aus Oktave)       | 4′  |
| Fagott                                 | 8′  |

- Koppeln: II/I, I/P, II/P

### Unterkirche
Es handelt sich um einen hellen Raum für kleinere Gottesdienstgruppen für bis zu 100 Personen. Der mittlere Teil des Raumes ist um drei Stufen abgesenkt. Die Fenster befinden sich zum Teil unter dem Bodenniveau. Als Materialien wurden Sandstein für den Boden des Umganges gewählt, weisser Verputz für die Wände, Sichtbeton für Pfeiler und Unterzüge, Holz für die Decke, den Boden des Mittelteils und für die Ausstattung. Von der früheren Innenausstattung der Kirche von 1968 wurden der Tabernakel, das Kreuz und die Madonnenstatue übernommen.